# 沙伯伊
沙伯伊（法語：Chabeuil，法語發音：[ʃabœj]），法国东南部城市，奥弗涅-罗讷-阿尔卑斯大区德龙省的一个市镇，隶属于瓦朗斯区，其市镇面积为41.07平方公里，2022年1月1日时人口数量为6,860人，在法国城市中排名第1,565位。
沙伯伊位于德龙省中部，韦奥尔河畔，是一个区域性的中心城市，三个方向的干线公路在此交汇。

## 地名来源
根据法国地名学家埃内斯特·内格尔的论述，沙伯伊最初于公元1158年以“Chabiol”的形式被记载，该名称的来源及含义尚有待考证。

## 历史

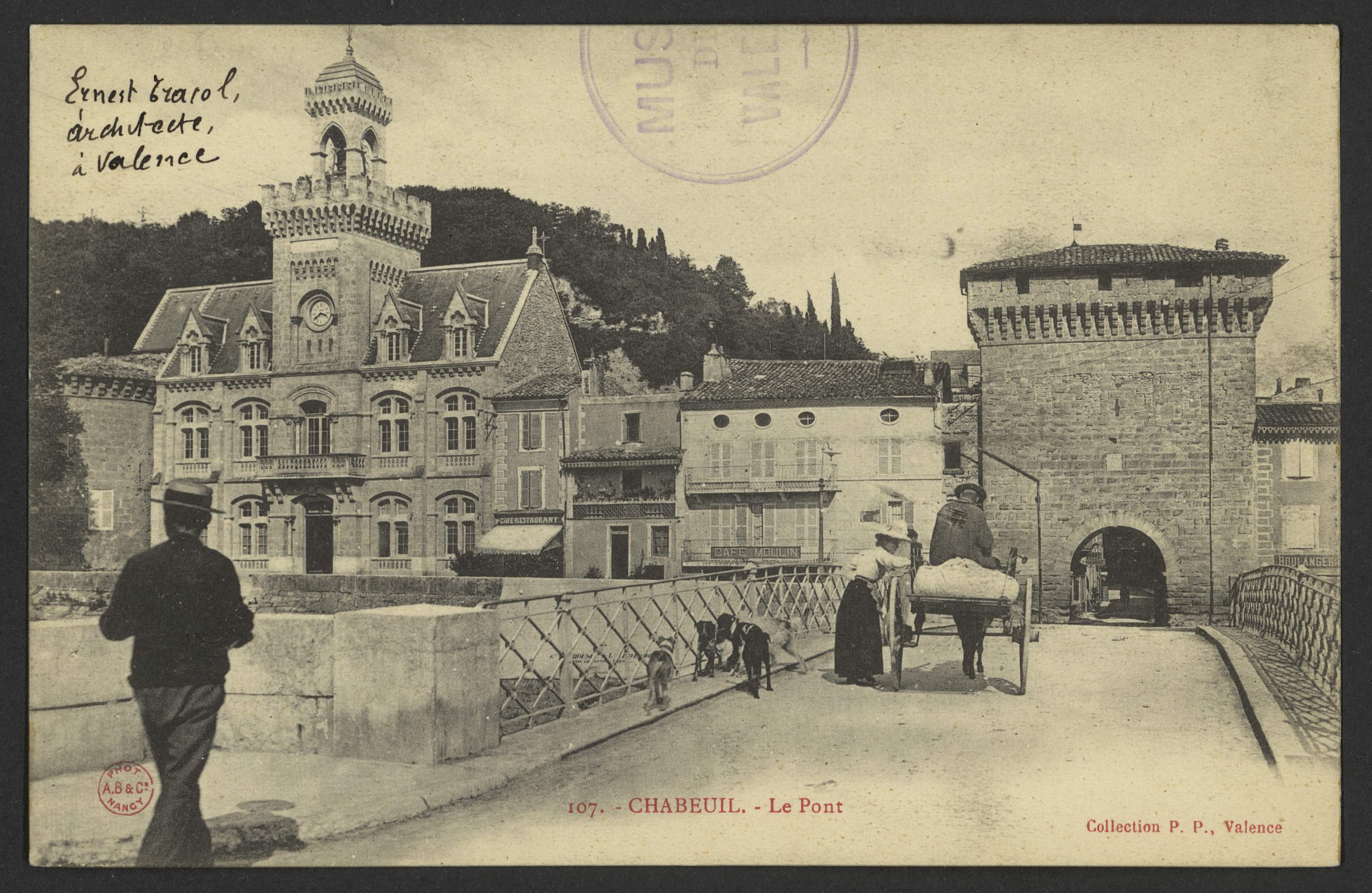
20世纪初的沙伯伊

沙伯伊的早期历史尚不清楚。12世纪末，当地领主贡塔尔（Gontard）在韦奥尔河畔一处山丘之下兴建防御城墙。1221年，当地的一名贵族皮埃尔·迪朗（Pierre Durant）在韦奥尔河上创建了一处水力磨坊，并将河水引入附近的农田之中。13世纪末，沙伯伊镇中心出现了一处教堂。中世纪末期，沙伯伊因纺织业而兴盛，当地出现了多处纺织作坊。法国大革命后，沙伯伊成为德龙省的一个市镇。1867年，马利萨尔从沙伯伊分离而出成为独立市镇。1897年，两条途径沙伯伊的地方铁路建成通车，后因汽车兴起而于1935年关闭废弃。
在地方文化研究方面，当地民间地方史爱好者创建了沙伯伊历史与遗产联盟（Chabeuil, Histoire et Patrimoine）。

## 地理

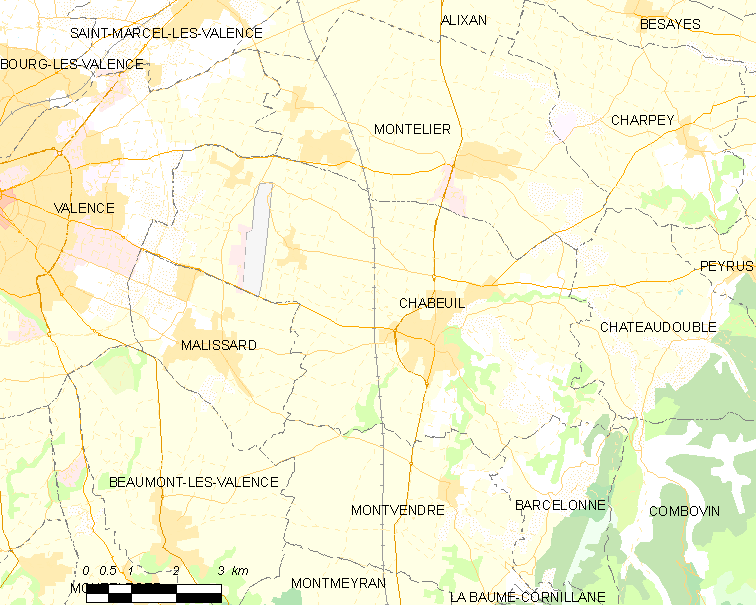
沙伯伊市镇范围地图

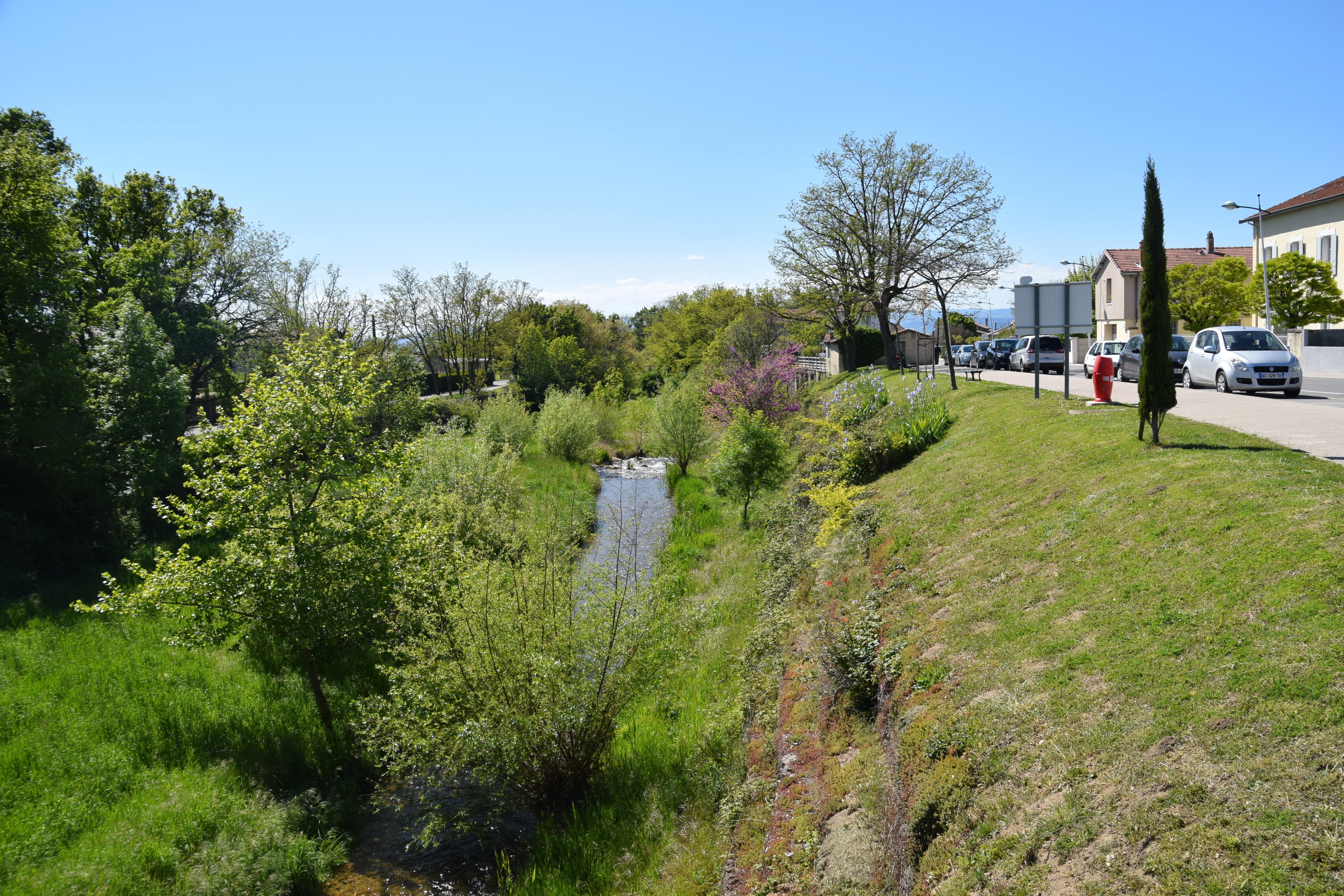
韦奥尔河

沙伯伊位于法国东南部，奥弗涅-罗讷-阿尔卑斯大区南部和德龙省中部，距离省会瓦朗斯大约12公里。与沙伯伊接壤的市镇包括：瓦朗斯、蒙泰利耶、沙托杜布勒、马利萨尔、蒙旺德尔、孔博万和巴瑟洛讷。

### 地形
沙伯伊位于韦科尔山西侧的山前冲积延伸地带，境内以平原和浅丘为主，市镇中心位于一座土丘西侧，地势较为平坦，土丘本身则因地势陡峭难以接近而未得到大规模开发。沙伯伊全境海拔在153到381米之间。

### 水文
沙伯伊位于罗讷河流域范围内，韦奥尔河自东北向西南流经镇中心，其左岸支流梅尔达里河（Le Merdarit）在市区北侧与之交汇。

### 植被
沙伯伊属于温带阔叶混交林与硬叶林过渡区，林地广泛分布于河流附近及山地地区。
在鲜花城市的评比中，沙伯伊被评为1星级鲜花城市。

### 气候
沙伯伊在柯本气候分类法中属于带有温带特征的地中海气候。

## 行政区划
沙伯伊的市镇编号为26064，邮政编号为26120。
在行政管理方面，沙伯伊隶属于法国奥弗涅-罗讷-阿尔卑斯大区德龙省瓦朗斯区；在地方选举方面，沙伯伊隶属于瓦朗斯第二县，其市镇范围全境被划入德龙省第三选区；在社会管理方面，沙伯伊是瓦朗斯-罗芒城市圈公共社区的组成部分。
截至2023年3月，沙伯伊市镇范围内暂无城市敏感街区及城市政策优先街区。
法国国家统计与经济研究所（简称）在进行数据统计时，将沙伯伊单独设为沙伯伊城市核心区（Unité urbaine de Chabeuil），并将包括核心区在内的周边共41个市镇划为瓦朗斯城市区。自2020年起，瓦朗斯城市区被包含71个市镇的瓦朗斯城市辐射区代替。此外，还将沙伯伊市镇分为了2个“块区”（IRIS），以便于统计人口分布情况。

## 交通

### 公路
德龙省省道D68线、D125线、D154线、D188线、D200线、D236线和D538线在沙伯伊境内交汇，奥弗涅-罗讷-阿尔卑斯大区下属的城际客运提供巴士线路，可前往周边部分市镇。
2019年，84.2%的沙伯伊家庭拥有至少一辆私人汽车。2019年，沙伯伊境内共发生各类交通事故3起，造成3人受伤，其中2人重伤。
| 15 | 13 |

| 瓦朗斯 | 12 |

| 伊泽尔河畔罗芒 | 17 |

| 克雷 | 21 |

### 铁路
距离沙伯伊最近的客运铁路车站为12公里外的瓦朗斯城站，该站停靠前往巴黎的高速列车和前往日内瓦、阿讷西、里昂、马赛、布里扬松、格勒诺布尔等方向的区域列车。
地中海高速铁路经过沙伯伊境内但未设有车站。

### 航空
沙伯伊境内建有瓦朗斯-沙伯伊机场，该机场供商务包机使用。
距离沙伯伊最近的民用航空站为130公里外的里昂圣埃克絮佩里机场。

### 城市公共交通
沙伯伊是瓦朗斯-罗芒城市公共交通（商业名称为）的服务范围。截至2023年3月，该系统共包括数十条公交线路，其中公交20路和24路经过沙伯伊市区。

## 政治

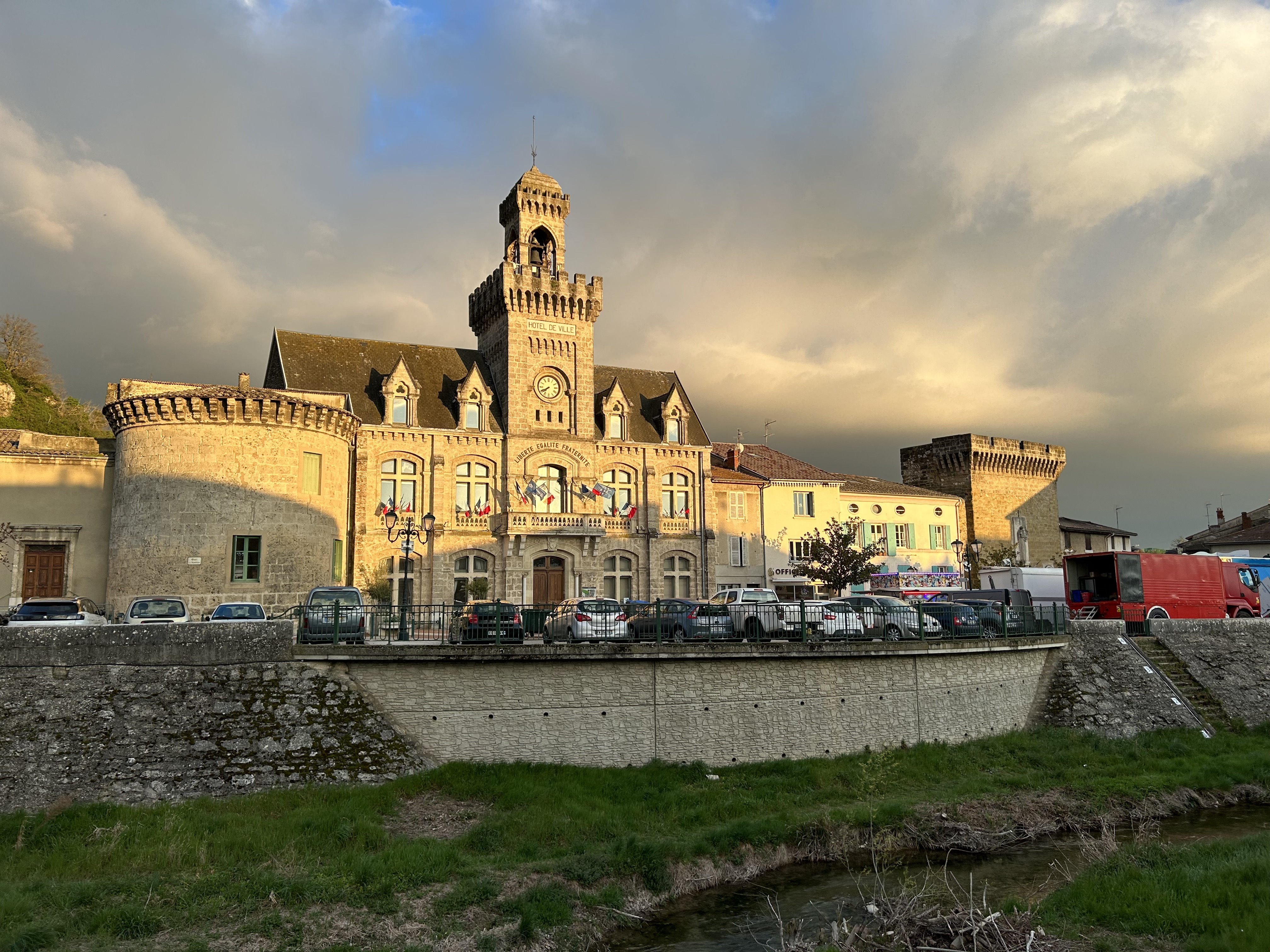
沙伯伊市政厅

沙伯伊的现任市长为阿尔邦·帕诺先生（Alban PANO），他是共和党的一名成员，自2022年2月就任；其前任为利西亚娜·维达纳女士（Lysiane VIDANA），她是一名中间派，在2020年的市政选举中获得了44.36%的支持率。
在2022年的法国总统大选中，法国第25任总统埃马纽埃尔·马克龙在沙伯伊获得了60.67%的支持率。

## 人口
2019年，沙伯伊市镇人口数量为6,814，在法国排名第1,565位。其中男性3,334人，女性3,480人，75岁及以上人口占7.4%，外籍人口数量为103人，人口密度为166人/平方公里，当地居民被称为（男性）或（女性）。2020年，沙伯伊境内出生63人，死亡人口52人。
| 沙伯伊1901年－2020年人口变化情况 |
|                                  |
| 数据来源：Cassini、INSEE         |

## 经济
沙伯伊是一个区域性的中心城市。截止2023年4月，沙伯伊市镇范围内共有各类用人单位（包含自雇）1,376家，平均历史为16年，其中99.44%为中小型企业（PME），2023年2月至4月间，当地的经济活力指数为0。（金属加工）、（航空）及（门锁）是当地2021年营业额最高的三个企业，分别为10,175,849欧元、10,084,124欧元和6,857,494欧元。

## 财政与居民收入
2021年，沙伯伊的财政收入总额为5,728,000欧元，财政支出总额为4,958,100欧元，当年的债务总额为3,242,250欧元。2021年，沙伯伊市镇通过增值税获得215,050欧元的收入，此外当地还共获得了188,900欧元的国家直接财政补助。
2020年，沙伯伊的人均月收入总额为2,412欧元，其中高级职员为4,019欧元，低于法国平均水平（4,230欧元）；中级职员为2,420欧元，高于法国平均水平（2,411欧元）；普通职员为1,767欧元，高于法国平均水平（1,740欧元）。
2019年，沙伯伊境内的贫困率为9%，青壮年（15至64岁）失业率为10.2%；当地55.4%的家庭拥有纳税资格，平均纳税3,055欧元，低于法国平均水平（3,910欧元）。

## 社会事务

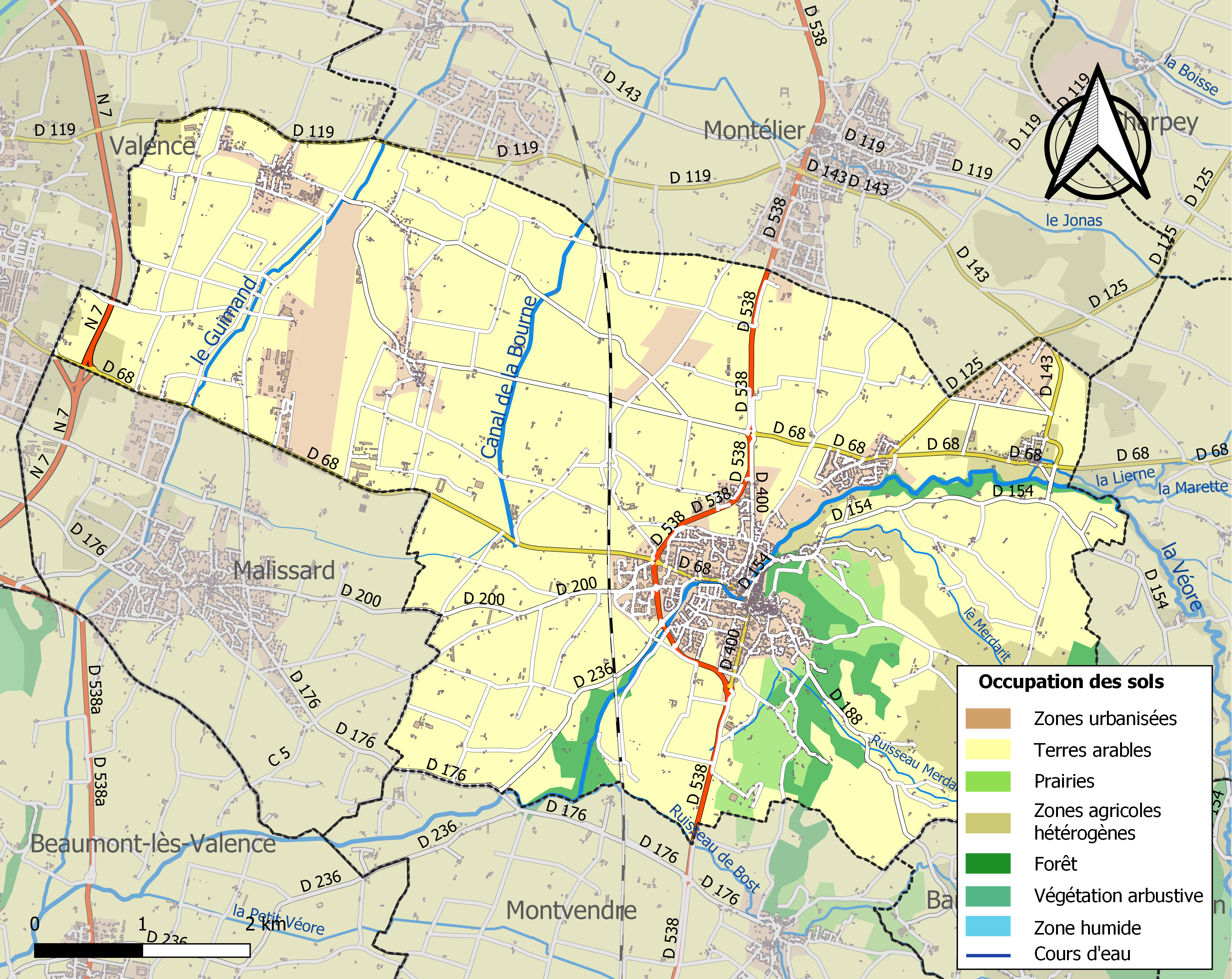
沙伯伊土地利用情况地图

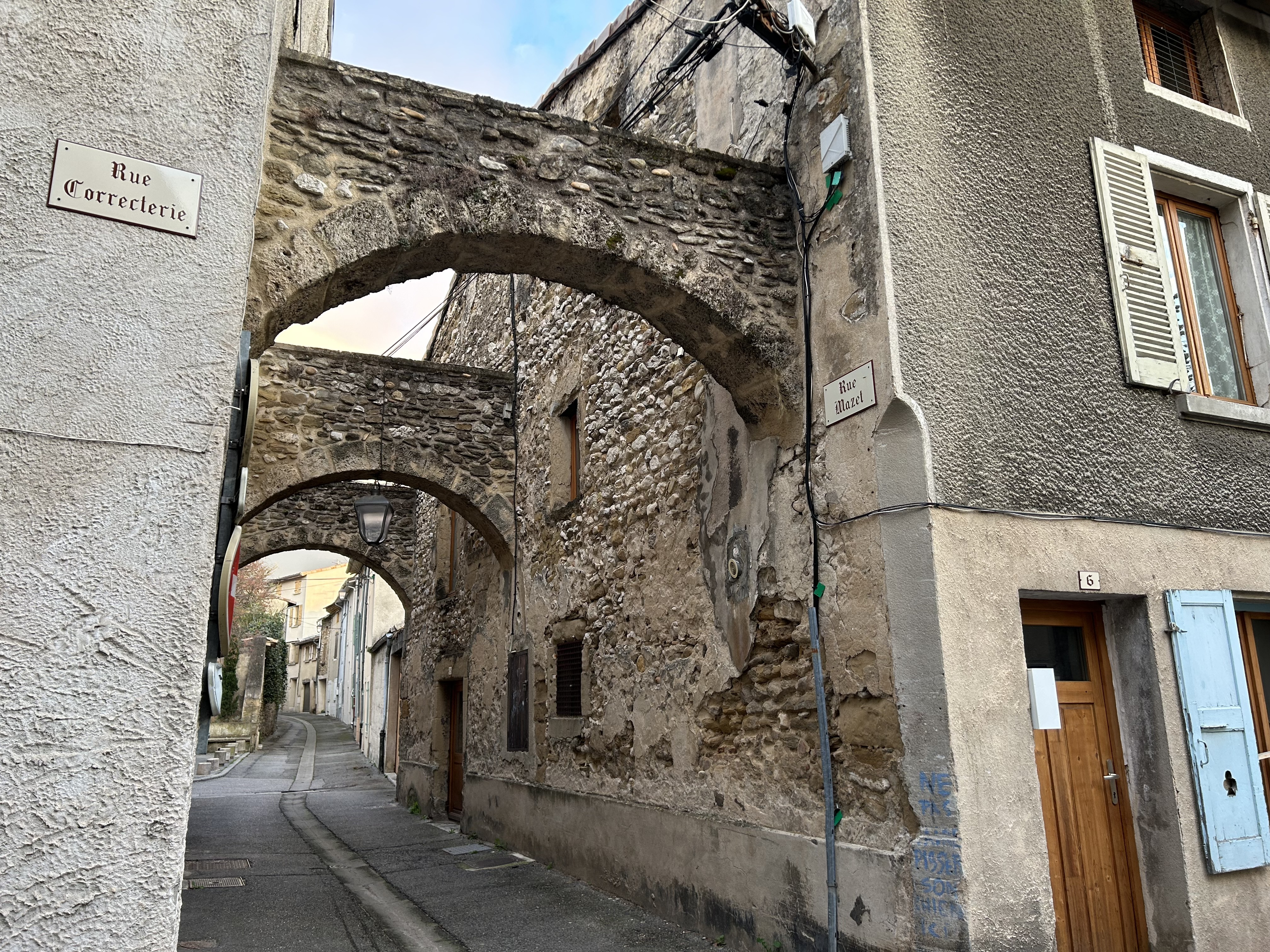
马泽勒街

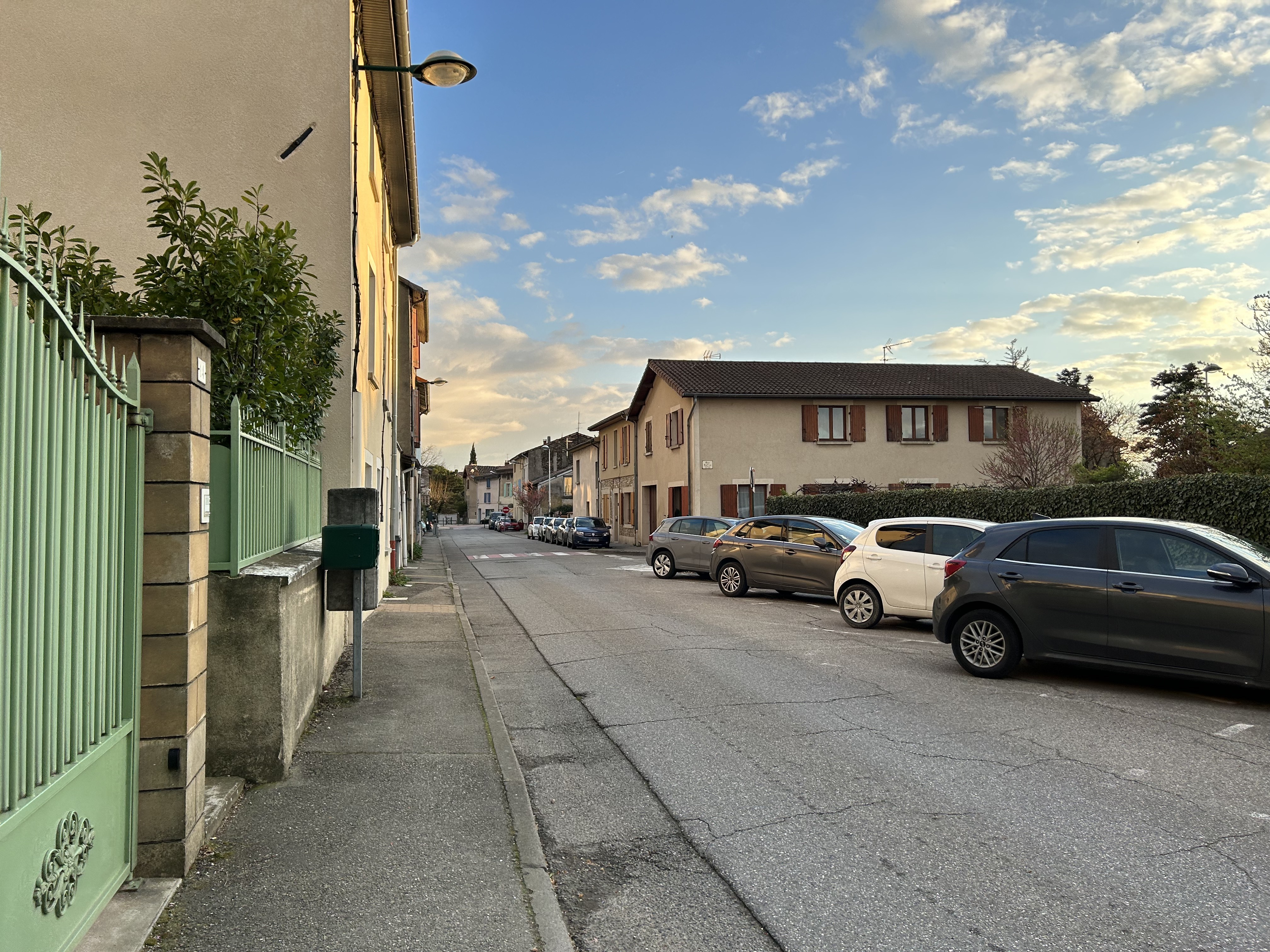
罗芒大街

### 教育
沙伯伊属于格勒诺布尔学区。截止2021年1月1日，沙伯伊境内共有1所幼儿园、3所小学和2所初级中学。2021至2022学年度，沙伯伊境内共有在校中等教育阶段学生902名。

### 医疗
截止2021年1月1日，沙伯伊境内共有全科医生8名、保健师10名、牙医4名、护士16名和助产士2名。境内共有药房2家。
距离沙伯伊最近的区域性医疗机构为瓦朗斯中心医院（Centre Hospitalier de Valence），其主病区位于瓦朗斯市区南部，距离沙伯伊市区的正常车程在15分钟以内，该院设有床位740个，是当地规模最大的公立综合性医院。

### 住房
2019年，沙伯伊境内共有各类住房3,243套，其中79.9%为独立式居民区，19.4%为集中式居民区。常住房屋占沙伯伊市镇范围内居民建筑总量的89.8%。
在住房保障政策方面，2021年，沙伯伊境内共有361户家庭获得了住房经济补助，受益人数占总人口数量的5.3%，其中333份为房租补助。

### 商业
2021年，沙伯伊境内共有各类实体商铺170家，其中餐厅18家、大型超市1家、杂货店2家、面包房4家、肉铺2家、书店2家、装饰品店2家、银行门店6家、美容美发店9家、汽车维修店18家。市区西部建有开放式商业街区，有Casino、Lidl等商场。

### 体育
2021年，沙伯伊境内共有1家游泳池、2间体育馆、4处网球场、2处马术场、1处足球或橄榄球场以及1处篮球或排球场。
截至2023年4月，沙伯伊足球俱乐部（Football Club de Chabeuil，编号519780）是沙伯伊境内唯一的一家注册足球俱乐部，该足球队成立于1920年，其主队2022至2023赛季参加奥弗涅-罗讷-阿尔卑斯大区足球联赛乙组（法国第七级别），其主场为加斯东·巴尔德球场（Stade Gaston Barde）。

### 环境
沙伯伊的环境事务由其所属的瓦朗斯-罗芒城市圈公共社区联合各级政府协调负责。2021年，沙伯伊境内共有1家污染企业。

### 治安
2021年，沙伯伊市镇范围内有1处宪兵队。
沙伯伊及其附近的共92个市镇是克雷国家宪兵队的管辖范围。2020年，该宪兵队累计记录各类案件3,469起，其中盗窃类案件1,994起，经济类案件424起，毒品交易类案件238起。

## 文化

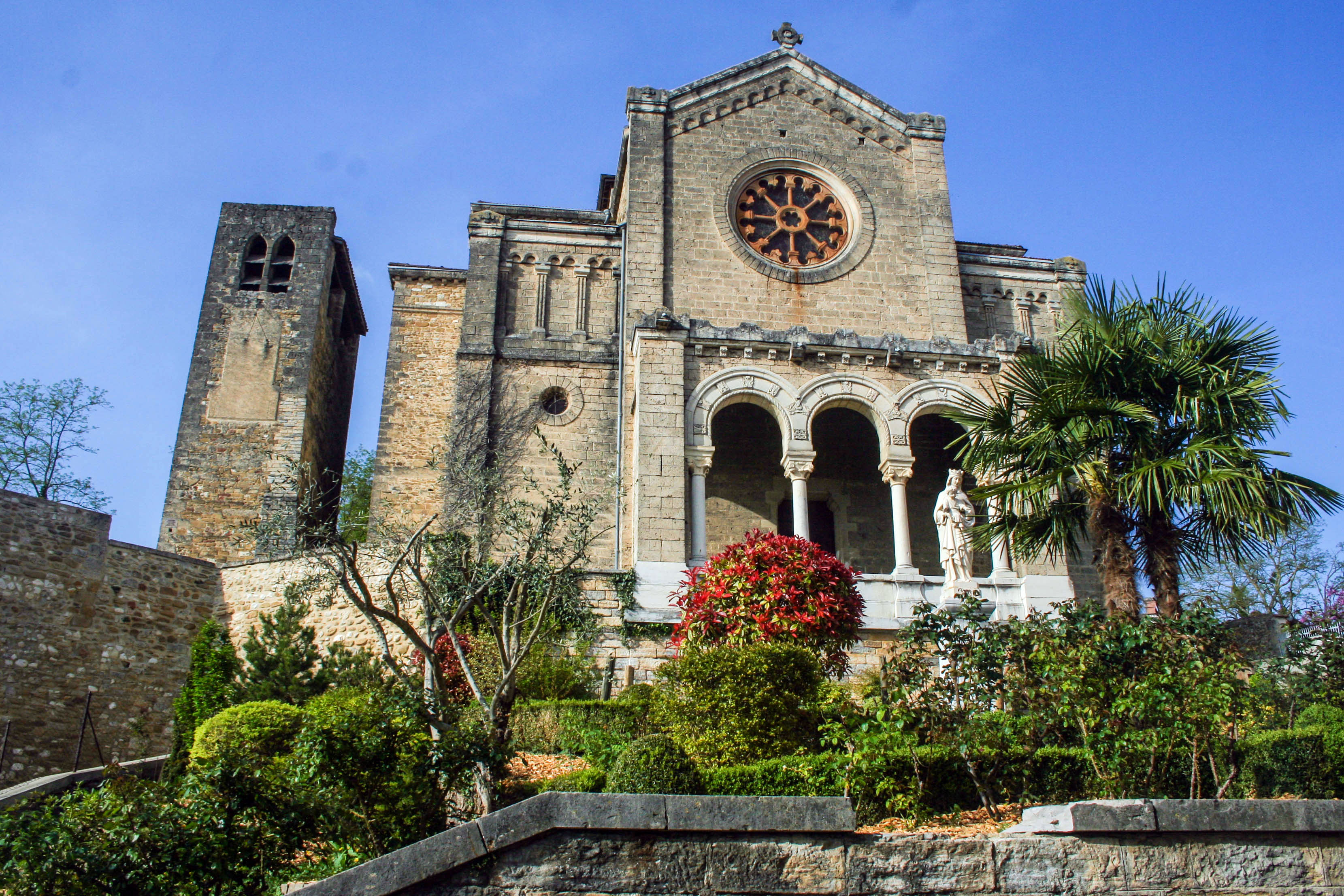
施洗约翰教堂

2021年，沙伯伊境内暂无任何文化设施。沙伯伊市政府提供多媒体中心，每周二至六向公众开放。

### 建筑
沙伯伊境内有多处历史建筑，其中沙伯伊城门（Porte de ville）为法国国家文物保护单位，施洗约翰教堂（Église Saint-Jean-Baptiste de Chabeuil）是当地的地标性建筑物。

### 旅游
沙伯伊的旅游事务由其所属的瓦朗斯-罗芒城市圈公共社区负责。2022年，沙伯伊境内共有1家酒店共计10间房间；另有1个露营地，可容纳共19辆露营车。

### 媒体
法国主要的媒体均可在沙伯伊接收，法国电视三台下属的奥弗涅-罗讷-阿尔卑斯大区频道在部分时段播出沙伯伊所在德龙省的地方新闻。《自由多菲内报》、《德龙周刊》、蓝色法兰西德龙-阿尔代什广播等为当地的主要地方性媒体。

## 相关人物
法国抵抗运动成员居斯塔夫·安德烈出生于沙伯伊。

## 友好城市
截至2023年4月，沙伯伊共与一座城市互为友好城市关系：
- 德国 门希韦勒